# Untergeschobene Trachten
Untergeschobene Trachten bezeichnen eine Verformung der Hornkapsel des Pferdehufes, bei denen die Trachten auf Grund von Überlastung ihre Tragfähigkeit verloren haben, und dazu neigen, sich flach zu legen.

## Symptome

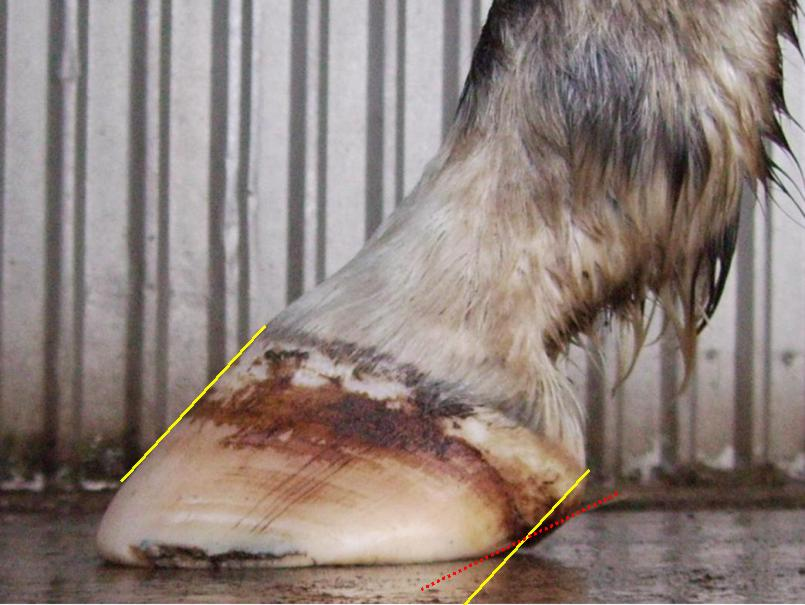
Von der Seite betrachtet verlaufen die Hornröhrchen bei einem Pferdehuf parallel (gelbe Linien). Bei untergeschobenen Trachten stehen die Hornröhrchen im Trachtenbereich flacher als an der Zehe (rote Linie).

Dieses Phänomen lässt sich fast als Zivilisationskrankheit der Pferde bezeichnen. Es zeigt sich bei fast allen dauerhaft beschlagenen Pferden und bei vielen unbeschlagenen. Betrachtet man einen Huf exakt von der Seite, so verlaufen die Hornröhrchen der Hufwand von der Zehe bis zur Trachtenkante parallel, eher noch an den Trachtenkanten etwas steiler als an der Zehe. Eine Hornkapsel ist geometrisch betrachtet ein Ausschnitt eines schiefen Kegelstumpfes. 
Bei Untergeschobenen Trachten geht diese Lage der Hornröhrchen im Trachtenbereich verloren. An den Trachten liegen die Hornröhrchen flacher als an der Zehe, nicht immer so extrem wie auf dem Foto hier, aber wenn mit bloßem Auge sichtbar die Trachten flacher stehen als die Zehe hat das Pferd untergeschobene Trachten.

## Ursachen
Wie alle Deformationen der Hornkapsel ist die Entstehung untergeschobener Trachten ein Prozess, der lange dauert. Die Trachten schieben unter, wenn sie überlastet sind, sprich, wenn das Pferd während des Laufens oder Stehens mehr Gewicht auf die Trachte verlagert als auf die Zehenspitze. Ein häufiger Grund hierfür ist eine zu lange Zehe. Ist die Zehe zu lang, dann dehnt sie die sog. „weiße Linie“ (Zona alba) und damit auch den darüber liegenden Hufbeinträger, was Schmerzen verursacht. Deshalb wird die Zehe entlastet und mehr Gewicht auf die Trachten verlagert. Eine weitere Ursache ist durch andere Krankheiten oder Stoffwechselstörungen verursachte Beeinträchtigung der Hornqualität. Minderfestes Wandhorn ist weniger tragfähig. Auch fördert eine flache Huffesselachse das Unterschieben der Trachten.

## Krankheitsverlauf und mögliche Folgen
Ist die Parallelität der Hornröhrchen erst einmal verloren gegangen, wird die Hufstellung noch flacher, was bewirkt, dass die Zehe noch weniger Last aufnehmen kann. Das kann so weit gehen, dass die Trachten waagerecht auf dem Boden liegen. Wechselnde, tagesformabhängige Lahmheiten können die Folge sein. Im Extremfall kann auch die tiefe Beugesehne überlastet werden, was langfristig zur Unreitbarkeit führen kann.

## Vorbeugung
Möglichst artgerechte Haltung mit viel Bewegung auf unterschiedlichen Untergründen und eine konsequente Hufbearbeitung, die den gesamten Tragrand gleichmäßig tragfähig hält, kann das Unterschieben der Trachten verhindern.

## Behandlung
Die Behandlung untergeschobener Trachten kann nur barhuf gelingen. Ein Beschlag kann zwar die tiefe Beugesehne entlasten, aber er bringt auch immer mehr Last auf die nicht mehr tragfähigen Trachten. Durch tierärztliche Behandlung kann die Hornqualität verbessert werden. Die Hufbearbeitung zielt darauf, den Huf so zu formen, dass die Zehe und die Seitenwände wieder Last aufnehmen können. Dann wird das Pferd die schmerzenden Trachten entlasten und diese werden sich erholen bzw. wieder in einer zu der Zehe passenden Stellung nachwachsen. Allerdings ist die Behandlungsdauer meist ebenso lang, wie die Dauer der Deformation; als Richtwert kann angegeben werden, dass der Huf dazu einmal komplett durchwachsen muss.